# Zonophryxus dodecapus
Zonophryxus dodecapus là một loài chân đều trong họ Dajidae. Loài này được Holthuis miêu tả khoa học năm 1949.